# René Carcan
Pour les articles homonymes, voir Carcan (homonymie).
René Carcan est un peintre et graveur belge né à Saint-Josse-ten-Noode né le 25 mai 1925 et mort à Etterbeek le 19 janvier 1993. Il a cofondé le cercle Cap d'Encre. On lui doit de nombreuses gravures.

## Œuvres
- Les Fleurs en vacances, eau-forte
- Notre lumière, eau-forte et aquatinte, au Musée Gaspar-Collection de l'Institut Archéologique du Luxembourg à Arlon